# زین واکر
زین واکر (انگلیسی: Zain Walker؛ زادهٔ ۸ ژانویهٔ ۲۰۰۲) بازیکن فوتبال اهل بریتانیا است.
از باشگاه‌هایی که در آن بازی کرده‌است می‌توان به باشگاه فوتبال بریستول راورز اشاره کرد.